# Polfarmex
Polfarmex S.A. – polskie przedsiębiorstwo farmaceutyczne z siedzibą w Kutnie. Producent leków na receptę, leków bez recepty, suplementów diety oraz kosmetyków.

## Historia
Spółka została założona w 1989 pod nazwą „Polfa – Farmex”. Na początku firma zajmowała się handlem lekami i surowcami pochodzącymi z importu. W 1994 rozpoczęto budowę zakładu na terenie dzielnicy przemysłowej w Kutnie oraz zmieniono nazwę na „Polfarmex”. W latach 1996–1998 uzyskano rejestry dla 30 nowych preparatów. W 2001 przekształcono firmę ze spółki z ograniczoną odpowiedzialnością w spółkę akcyjną. W latach 2011–2012 na terenie zakładu w Kutnie wybudowano magazyn wysokiego składowania.

## Działalność
Polfarmex swoją działalnością obejmuje produkcję lekarstw w formie stałej lub płynnej oraz pakowanie leków. Produkty Polfarmexu, oprócz rynku krajowego dostępne są w sprzedaży w: Armenii, Austrii, Azerbejdżanie, Czarnogórze, Finlandii, Estonii. Gruzji, Hongkongu, Litwie, Łotwie, Rosji, Serbii, Słowenii oraz w Wietnamie.

## Promocja sportu
Od 2010 roku Polfarmex jest sponsorem występującej w PLK drużyny Polfarmexu Kutno.